# Gilford Island
Gilford Island ist eine Insel vor der Westküste der kanadischen Provinz British Columbia, mit einer Fläche von 384 km² sowie einem Umfang von 170 km. Die Insel liegt im Osten der Königin-Charlotte-Straße und gehört zum Regional District of Mount Waddington.
Auf der Insel finden sich keine offiziellen Gemeinden. Jedoch hat sich an der Westküste der Insel, in einem Reservat der First Nations, die kleine Siedlung „Gwayasdums“ mit etwa 30 Einwohnern gebildet. Traditionell ist die Insel Siedlungs- und Jagdgebiet der First Nations, hauptsächlich der Kwakwaka'wakw.
Ihren heutigen Namen hat die Insel nach dem späteren Admiral der Royal Navy Richard James Meade, Viscount Gilford, welcher von 1862 bis 1864 die HMS Tribune auf der Pacific Station als Kapitän führte.

## Geographie
Die Insel gehört zum Broughton Archipelago. Innerhalb der Inselgruppe ist Gilford Island, neben dem namensgebenden Broughton Island und der „Doppelinsel“ East Cracroft Island/West Cracroft Island, die größte Insel. Die Insel selber ist dabei von zahlreichen kleineren und kleinsten Inseln unmittelbar umgeben.
Südlich der Insel verläuft das Knight Inlet, welches sich östlich der Insel mit dem Tribune Channel vereint. Der Tribune Channel trennt die Insel nach Osten und Norden vom Festland ab.
Die Insel erstreckt sich in Nord-Süd-Richtung über etwa 18 km und in Ost-West-Richtung über etwa 34 km. Der höchste Punkt der Insel liegt im Nordosten und ist mit 1484 m Höhe der „Mount Read“.
Im Nordwesten der Insel befindet sich der Echo Bay Marine Provincial Park, westlich der Insel auf benachbarten Inseln der Broughton Archipelago Marine Provincial Park.